# 의정부시의 향토문화재
의정부시의 향토문화재는 의정부시 내에 있는 문화재로서 「문화재보호법」(이하 "법"이라 한다)에 따라 국가 및 경기도 지정문화재로 지정되지 아니한 문화재 중 의정부시장이 지정한 문화재를 말하며, 그 유형은 다음 각 목과 같다.
1. 유형문화재: 법 제2조제1항제1호의 유형문화재 중 향토문화의 보존상 필요하다고 인정하는 것
2. 무형문화재: 법 제2조제1항제2호의 무형문화재 중 향토문화의 보존상 필요하다고 인정하는 것
3. 기념물: 법 제2조제1항제3호의 기념물 중 향토문화의 보존상 필요하다고 인정하는 것
4. 민속문화재: 법 제2조제1항제4호의 민속문화재 중 향토문화의 보존상 필요하다고 인정하는 것
5. 그 밖에 향토문화의 보존에 필요하다고 인정하여 지정한 문화재

## 지정 목록
| 번호 | 그림 | 명칭                            | 소재지                   | 소유자 (관리자)                   | 지정·해제일자         | 비고 |
| ---- | ---- | ------------------------------- | ------------------------ | --------------------------------- | --------------------- | ---- |
| 1호  |      |                                 |                          |                                   |                       |      |
| 2호  |      | 윤은보 신도비                   | 의정부시 신곡동 산33-1   | 해평윤씨동강공파종중              | 1986년 3월 14일 지정  |      |
| 3호  |      | 인성군 묘 (仁城君 墓)           | 의정부시 금오동 산23-1   | 전주이씨인성군파종회              | 1986년 3월 14일 지정  |      |
| 4호  |      | 해원군 묘                       | 의정부시 금오동 산23-1   | 전주이씨인성군파종회              | 1986년 3월 14일 지정  |      |
| 5호  |      | 정빈민씨 묘                     | 의정부시 금오동 산23-1   | 전주이씨인성군파종회              | 1986년 3월 14일 지정  |      |
| 6호  |      | 화릉군 묘                       | 의정부시 금오동 123      | 전주이씨인성군파종회              | 1986년 3월 14일 지정  |      |
| 7호  |      | 신항 묘                         | 의정부시 신곡동 산74     | 고령신씨고원위종중                | 1986년 3월 14일 지정  |      |
| 8호  |      | 김구선생 암각문                 | 의정부시 호원동 산89-2   | 회룡사                            | 1986년 3월 14일 지정  |      |
| 9호  |      |                                 |                          |                                   |                       |      |
| 10호 |      | 화창군 묘                       | 의정부시 금오동 산23-1   | 전주이씨인성군파종회              | 1986년 3월 14일 지정  |      |
| 11호 |      | 경명군 묘                       | 의정부시 산곡동 산25-1   | 전주이씨성종왕자경명군파종중      | 1986년 3월 14일 지정  |      |
| 12호 |      | 이성중 묘                       | 의정부시 자일동 산143    | 경주이씨정순공종회                | 2007년 3월 21일 지정  |      |
| 13호 |      | 신영철 묘갈                     | 의정부시 낙양동 산117    | 고령신씨고천군파종약회            | 2007년 3월 21일 지정  |      |
| 14호 |      | 의혜공주·한경록 쌍분묘          | 의정부시 호원동 산119-39 | 청주한씨청원위파종중회            | 2007년 7월 25일 지정  |      |
| 15호 |      | 전첨 류세구 묘역                | 의정부시 산곡동 산94-3   | 전주류씨전첨공파종중              | 2009년 10월 14일 지정 |      |
| 16호 |      | 전주이씨 선성군파 명산종중 묘역 | 의정부시 고산동 산116-1  | 전주이씨선성군파명산종중          | 2010년 11월 5일 지정  |      |
| 17호 |      | 의순공주 대제                   | 의정부시 민락동 612      | 장*순                             | 2015년 9월 24일 지정  |      |
| 18호 |      | 정구 묘역                       | 의정부시 용현동 산15-9   | 동래정씨설학재공파종중            | 2017년 2월 7일 지정   |      |
| 19호 |      | 신곡동 새말 산치성제            | 의정부시 신곡동 119-1    | 신곡동 새말 산치성제 보존위원회   | 2017년 6월 29일 지정  |      |
| 20호 |      | 금오동 꽃동네 산치성제          | 의정부시 금오동 282-53   | 금오동 꽃동네 산치성제 보존위원회 | 2017년 6월 29일 지정  |      |
| 21호 |      | 녹양동 버들개 농요              | 의정부시 녹양동 산 63-18 | 의정부버들개농요 민속보존회       | 2017년 6월 29일 지정  |      |
| 22호 |      | 경기수건춤                      | 의정부시                 | 이*숙                             | 2020년 2월 10일 지정  |      |

## 참고 문헌
- 의정부시 홈페이지 - 고시/공고